# Nobelprijs voor Literatuur

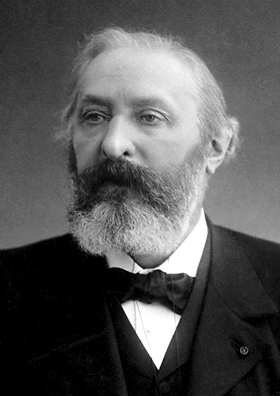
Sully Prudhomme (1839-1907), Frans dichter (winnaar van de eerste Nobelprijs voor Literatuur in 1901)

De Nobelprijs voor Literatuur wordt jaarlijks toegekend aan een auteur, die, in de woorden van Alfred Nobel, het meest opmerkelijke werk met een idealistische trend heeft geschreven. Het werk refereert hier aan het oeuvre van de auteur in het geheel en niet aan een werk specifiek, alhoewel er soms wel een afzonderlijk werk wordt aangehaald bij de uitreiking van de prijs. De Zweedse Academie beslist elk jaar wie de prijs toegekend krijgt en publiceert deze naam rond begin oktober.
Het originele citaat van deze Nobelprijs heeft geleid tot veel controverse. Het originele Zweedse woord 'idealisk' kan vertaald worden in 'idealistisch' of 'ideaal'. In de eerste jaren handelde het Nobelcomité hierin tamelijk willekeurig en liet het enkele wereldvernieuwende schrijvers zoals Lev Tolstoj en Henrik Ibsen links liggen, waarschijnlijk omdat hun werken niet 'idealistisch' genoeg waren. Later werd de verwoording veel vrijer geïnterpreteerd en werd de prijs toegekend voor blijvende literaire verdiensten. De keuze van de Academie kan nog altijd zorgen voor controverse, vooral als het gaat om schrijvers die relatief onbekend zijn of in avant-gardevormen werken, onder wie Dario Fo in 1997, Elfriede Jelinek in 2004 of Bob Dylan in 2016.
De Nobelprijs is niet de enige maatstaf voor literaire voortreffelijkheid en duurzaamheid. Critici van de Nobelprijs verwijzen naar de vele prominente schrijvers die nooit zijn bekroond. Ook is de prijs aan geen enkele Nederlands schrijvende auteur toegekend, al bleek uit de geopenbaarde archieven dat Stijn Streuvels en Simon Vestdijk ooit waren genomineerd, en Huizinga in 1939 zelfs tot de laatste drie kanshebbers behoorde. De Belg Maurice Maeterlinck (die in het Frans schreef) ontving de Nobelprijs voor Literatuur in 1911.

## Nominatieprocedure
Elk jaar doet de Zweedse Academie een oproep om mensen te nomineren voor de Nobelprijs voor Literatuur. Leden van de Academie, leden van literaire academiën en verenigingen, professoren in taal- of letterkunde, oud-Nobelprijswinnaars en voorzitters van schrijversorganisaties mogen een kandidaat nomineren. Het is iemand niet toegestaan om zichzelf te nomineren.
Duizenden oproepen worden ieder jaar gedaan, waarvan er ongeveer vijftig beantwoord worden. Deze moeten ten laatste voor 1 februari aangekomen zijn bij de Academie, waarna de voorstellen onderzocht worden door het Nobelprijscomité. Tegen april beperkt de Academie het aantal kanshebbers tot ongeveer twintig en in de zomer blijven er nog maar vijf namen over. In oktober van hetzelfde jaar stemmen leden van de Academie en diegene met meer dan de helft van de stemmen mag zichzelf winnaar van de Nobelprijs voor Literatuur noemen. Dit proces is gelijkaardig aan dat van de andere Nobelprijzen.
Het prijzengeld is niet hetzelfde gebleven sinds de inauguratie, maar is vandaag de dag toch goed voor zo'n 8 miljoen Zweedse kronen (iets minder dan een miljoen euro). De winnaar krijgt ook een gouden medaille en een Nobel-diploma.

## Lijst van bekroonde schrijvers
De Nobelprijs voor Literatuur zoals ingesteld door
Alfred Nobel is vanaf 1901 door de Zweedse Academie toegekend aan:
| Jaar | Naam                                                     | Land                                   | Taal             | Reden |
| ---- | -------------------------------------------------------- | -------------------------------------- | ---------------- | --- |
| 1901 | Sully Prudhomme (1839-1907)                              | Frankrijk                              | Frans            | Voor zijn poëtische composities, die blijk geven van optimistisch idealisme, artistieke perfectie en een zeldzame combinatie van de kwaliteiten van hart en intellect. |
| 1902 | Theodor Mommsen (1817-1903)                              | Duitsland                              | Duits            | Voor de grootste levende historische schrijver, in het bijzonder voor zijn monumentale werk, Geschiedenis van Rome. |
| 1903 | Bjørnstjerne Bjørnson (1832-1910)                        | Noorwegen                              | Noors            | Voor zijn edele, prachtige en veelzijdige poëzie, die zich onderscheidt in frisheid van inspiratie en zeldzame pure spiritualiteit. |
| 1904 | Frédéric Mistral (1830-1914)                             | Frankrijk                              | Occitaans        | Als erkenning voor de frisse originaliteit en ware inspiratie van zijn poëtische oeuvre, die het natuurlijke decor en het oorspronkelijke karakter van zijn volk trouw weerspiegelt en bovendien ook voor zijn belangrijke werk als Provençaals filoloog. |
| 1904 | José Echegaray y Eizaguirre (1832-1916)                  | Spanje                                 | Spaans           | Als erkenning voor de vele en briljante composities die, op een eigen en originele manier, de grootse tradities van het Spaanse drama hebben doen herleven. |
| 1905 | Henryk Sienkiewicz (1846-1916)                           | Polen                                  | Pools            | Voor zijn uitzonderlijke verdiensten als schrijver van epos. |
| 1906 | Giosuè Carducci (1835-1907)                              | Italië                                 | Italiaans        | Niet enkel voor zijn uitdiepende en kritische onderzoeken, maar vooreerst als erkenning van de creatieve energie, de frisse stijl en de lyrische kracht die zijn poëtische meesterwerken zo typeren. |
| 1907 | Rudyard Kipling (1865-1936)                              | Verenigd Koninkrijk                    | Engels           | Als erkenning voor zijn observatievermogen, de originaliteit van zijn verbeelding, de kracht van zijn ideeën en zijn opmerkelijke talent voor het vertellen; eigenschappen die het werk van deze wereldberoemde auteur kenmerken. |
| 1908 | Rudolf Christoph Eucken (1846-1926)                      | Duitsland                              | Duits            | Als erkenning voor zijn welgemeende zoektocht naar de waarheid, zijn scherpzinnige denken, zijn brede wereldbeeld en de warmte en kracht waarmee hij in zijn verschillende werken een idealistische filosofie van het leven heeft ontwikkeld en rechtvaardigt. |
| 1909 | Selma Lagerlöf (1858-1940)                               | Zweden                                 | Zweeds           | Als waardering voor het imposante idealisme, de levendige fantasie en de spirituele perceptie die haar werken karakteriseert. |
| 1910 | Paul Heyse (1830-1914)                                   | Duitsland                              | Duits            | Als waardering voor het geperfectioneerde artistieke talent, gevuld met idealisme, wat hij tentoonspreidde in zijn lange en productieve carrière als poëet, toneelschrijver, auteur en schrijver van wereldberoemde korte verhalen. |
| 1911 | Maurice Maeterlinck (1862-1949)                          | België                                 | Frans            | Als erkenning voor zijn veelzijdige literaire bezigheden en in het bijzonder voor zijn drama's, die zich onderscheiden door een overvloed aan verbeelding en poëtische verfijndheid die, soms onder het mom van een sprookje, een grote bron van inspiratie zijn, terwijl ze tevens op mysterieuze wijze een beroep doen op de gevoelens van de lezer en diens verbeelding stimuleren. |
| 1912 | Gerhart Hauptmann (1862-1946)                            | Duitsland                              | Duits            | Hoofdzakelijk als erkenning voor zijn productieve, gevarieerde en buitengewone creaties in het domein van de dramatiek. |
| 1913 | Rabindranath Tagore (1861-1941)                          | India                                  | Bengaals, Engels | Wegens zijn diepgevoelige, frisse en mooie poëzie, waarmee hij zijn poëtische gedachten, uitgedrukt in zijn eigen Engelse woorden, een onderdeel van de westerse literatuur gemaakt heeft. |
| 1914 | (niet toegekend)                                         | (niet toegekend)                       | (niet toegekend) | (niet toegekend) |
| 1915 | Romain Rolland (1866-1944)                               | Frankrijk                              | Frans            | Als erkenning voor het indrukwekkende idealisme in zijn literaire werken en de sympathie en liefde voor de waarheid waarmee hij verschillende mensen heeft beschreven. |
| 1916 | Verner von Heidenstam (1859-1940)                        | Zweden                                 | Zweeds           | Als eerbetoon aan zijn betekenis als toonaangevende vertegenwoordiger van een nieuw tijdperk in onze literatuur. |
| 1917 | Karl Adolph Gjellerup (1857-1919)                        | Denemarken                             | Deens            | Voor zijn veelzijdige en rijke poëzie, die zich liet inspireren door nobele idealen. |
| 1917 | Henrik Pontoppidan (1857-1943)                           | Denemarken                             | Deens            | Voor zijn authentieke beschrijvingen van het tegenwoordige leven in Denemarken. |
| 1918 | (niet toegekend)                                         | (niet toegekend)                       | (niet toegekend) | (niet toegekend) |
| 1919 | Carl Spitteler (1845-1924)                               | Zwitserland                            | Duits            | Ter appreciatie van zijn epos Olympischer Frühling (Olympische Lente). |
| 1920 | Knut Hamsun (1859-1952)                                  | Noorwegen                              | Noors            | Voor zijn monumentale werk Markens Grøde. (Nederlandse titel: Hoe het groeide) |
| 1921 | Anatole France (1844-1924)                               | Frankrijk                              | Frans            | Als erkenning voor zijn briljante literaire prestaties, die gekenmerkt worden door een edele stijl, een diepe menselijke sympathie en een echt Gallisch temperament. |
| 1922 | Jacinto Benavente (1866-1954)                            | Spanje                                 | Spaans           | Voor de optimistische manier waarop hij de welbekende traditie van het Spaanse drama voortzette. |
| 1923 | William Butler Yeats (1865-1939)                         | Ierland                                | Engels           | Voor zijn altijd geïnspireerde poëzie die op hoogst artistieke wijze uitdrukking geeft aan de ziel van een geheel volk. |
| 1924 | Władysław Reymont (1867-1925)                            | Polen                                  | Pools            | Voor zijn grootse nationale epos Chłopi. (bekend onder de Engelse titel The Peasants en in het Nederlands als De boeren). |
| 1925 | George Bernard Shaw (1856-1950)                          | Ierland                                | Engels           | Voor zijn werk dat wordt gekarakteriseerd door zowel idealisme als menselijkheid, waarvan de verfrissende satire vaak wordt gecombineerd met een unieke poëtische schoonheid. |
| 1926 | Grazia Deledda (1871-1936)                               | Italië                                 | Italiaans        | Voor haar idealistisch geïnspireerde werken die een glashelder beeld schetsen van het leven op het eiland waar ze opgroeide en die met diepgang en warmte ingaan op de menselijke problemen in het algemeen. |
| 1927 | Henri Bergson (1859-1941)                                | Frankrijk                              | Frans            | Als erkenning van zijn rijke en energieke ideeën en de briljante vaardigheid waarmee deze voorgesteld werden. |
| 1928 | Sigrid Undset (1882-1949)                                | Noorwegen                              | Noors            | Hoofdzakelijk voor haar krachtige beschrijvingen van het Noordse leven in de middeleeuwen. |
| 1929 | Thomas Mann (1875-1955)                                  | Duitsland                              | Duits            | Voornamelijk voor zijn grote roman Buddenbrooks, die gestaag aan erkenning heeft gewonnen als een van de klassiekers van de hedendaagse literatuur. |
| 1930 | Sinclair Lewis (1885-1951)                               | Verenigde Staten                       | Engels           | Voor zijn kunstige doortastende en beeldende beschrijven en zijn begaafdheid om, met humor en scherpzinnigheid, nieuwe karakters te creëren. |
| 1931 | Erik Axel Karlfeldt (1864-1931)                          | Zweden                                 | Zweeds           | Voor zijn poëtisch werk. |
| 1932 | John Galsworthy (1867-1933)                              | Verenigd Koninkrijk                    | Engels           | Voor zijn onderscheidende vertelkunst, die zijn ultieme vorm bereikt in The Forsyte Saga. |
| 1933 | Ivan Boenin (1870-1953)                                  | Sovjet-Unie                            | Russisch         | Voor het strikte kunstenaarschap waarmee hij de klassieke Russische traditie in proza voortzet. |
| 1934 | Luigi Pirandello (1867-1936)                             | Italië                                 | Italiaans        | Voor zijn gedurfde en geniale reveil van dramatische en pittoreske kunst. |
| 1935 | (niet toegekend)                                         | (niet toegekend)                       | (niet toegekend) | (niet toegekend) |
| 1936 | Eugene O'Neill (1888-1953)                               | Verenigde Staten                       | Engels           | Voor de kracht, eerlijkheid en diepe emoties van zijn dramatische werken, die een originele opvatting van de tragedie vertolken. |
| 1937 | Roger Martin du Gard (1881-1958)                         | Frankrijk                              | Frans            | Voor de artistieke kracht en waarheid waarmee hij in de romancyclus Les Thibault menselijke conflicten en fundamentele aspecten van het eigentijdse leven verbeeldde. |
| 1938 | Pearl S. Buck (1892-1973)                                | Verenigde Staten                       | Engels           | Voor haar rijke en waarlijk epische beschrijvingen van het boerenleven in China en voor haar biografische meesterwerken. |
| 1939 | Frans Eemil Sillanpää (1888-1964)                        | Finland                                | Fins             | Voor zijn diepe begrip van de boerenbevolking in zijn land en de excellentie waarmee hij hun levensstijl en relatie met de natuur heeft geportretteerd. |
| 1940 | (niet toegekend)                                         | (niet toegekend)                       | (niet toegekend) | (niet toegekend) |
| 1941 | (niet toegekend)                                         | (niet toegekend)                       | (niet toegekend) | (niet toegekend) |
| 1942 | (niet toegekend)                                         | (niet toegekend)                       | (niet toegekend) | (niet toegekend) |
| 1943 | (niet toegekend)                                         | (niet toegekend)                       | (niet toegekend) | (niet toegekend) |
| 1944 | Johannes Vilhelm Jensen (1873-1950)                      | Denemarken                             | Deens            | Voor de zeldzame kracht en vruchtbaarheid van zijn poëtische fantasie gecombineerd met een brede intellectuele nieuwsgierigheid en een gedurfde, creatieve stijl. |
| 1945 | Gabriela Mistral (1889-1957)                             | Chili                                  | Spaans           | Voor haar lyrische poëzie, geïnspireerd door krachtige emoties, die haar naam tot symbool maakte van het idealistische streven van de ele Latijns-Amerikaanse wereld. |
| 1946 | Hermann Hesse (1877-1962)                                | Zwitserland                            | Duits            | Voor zijn geïnspireerde geschriften die, groeiend in durf en diepte, een toonbeeld zijn van de klassieke humanistische idealen en hoge stijlwaarden. |
| 1947 | André Gide (1869-1951)                                   | Frankrijk                              | Frans            | Voor zijn veelomvattende en artistiek belangrijke geschriften, waarin menselijke problemen en condities worden gepresenteerd met een onbevreesde liefde voor de waarheid en scherp psychologisch inzicht. |
| 1948 | T.S. Eliot (1888-1965)                                   | Verenigde Staten Verenigd Koninkrijk   | Engels           | Voor zijn voortreffelijke bijdrage als baanbreker in de hedendaagse poëzie. |
| 1949 | William Faulkner (1897-1962)                             | Verenigde Staten                       | Engels           | Voor zijn krachtige en artistiek unieke bijdrage aan de moderne Amerikaanse roman. |
| 1950 | Bertrand Russell (1872-1970)                             | Verenigd Koninkrijk                    | Engels           | Als erkenning voor zijn gevarieerde en significante geschriften waarin hij ijvert voor menselijke idealen en vrijheid van gedachte. |
| 1951 | Pär Lagerkvist (1891-1974)                               | Zweden                                 | Zweeds           | Voor de artistieke vitaliteit en ware onafhankelijkheid van geest waarmee hij in zijn poëzie antwoorden tracht te vinden op de eeuwige vragen waarmee de mens wordt geconfronteerd. |
| 1952 | François Mauriac (1885-1970)                             | Frankrijk                              | Frans            | Voor het diepe spirituele inzicht en de artistieke intensiteit waarmee hij in zijn romans het drama van het menselijk leven heeft doorgrond. |
| 1953 | Winston Churchill (1874-1965)                            | Verenigd Koninkrijk                    | Engels           | Voor zijn meesterschap van historische en biografische beschrijvingen alsmede voor zijn briljante retoriek in het verdedigen van verheven menselijke waarden. |
| 1954 | Ernest Hemingway (1899-1961)                             | Verenigde Staten                       | Engels           | Voor zijn meesterschap in de kunst van het vertellen, laatstelijk gedemonstreerd in The Old Man and the Sea en voor de invloed die hij heeft uitgeoefend op de contemporaine stijl. |
| 1955 | Halldór Laxness (1902-1998)                              | IJsland                                | IJslands         | Voor zijn levendige epische kracht die de grote narratieve kunst van IJsland heeft vernieuwd. |
| 1956 | Juan Ramón Jiménez (1881-1958)                           | Spanje                                 | Spaans           | Voor zijn lyrische poëzie, die in de Spaanse taal een voorbeeld van verheven geestesgesteldheid en artistieke zuiverheid vormt. |
| 1957 | Albert Camus (1913-1960)                                 | Frankrijk                              | Frans            | Voor zijn belangrijke literaire productie, die met heldere eerlijkheid de problemen van het menselijk geweten van onze tijd belicht. |
| 1958 | Boris Pasternak (1890-1960) (in 1989 postuum uitgereikt) | Sovjet-Unie                            | Russisch         | Voor zijn belangrijke prestaties zowel in de hedendaagse lyrische poëzie als in het domein van de grote Russische epische traditie. |
| 1959 | Salvatore Quasimodo (1901-1968)                          | Italië                                 | Italiaans        | Voor zijn lyrische poëzie, die met klassiek vuur de tragische ervaring van het leven in onze tijd uitdrukt. |
| 1960 | Saint-John Perse (1887-1975)                             | Frankrijk                              | Frans            | Voor de hoge vlucht en de beeldende fantasie van zijn poëzie die op een visionaire manier de toestand van onze tijd reflecteert. |
| 1961 | Ivo Andrić (1892-1975)                                   | Joegoslavië                            | Servo-Kroatisch  | Voor de epische kracht waarmee hij thema's gestalte gaf en het menselijk lot weergaf, onttrokken aan de geschiedenis van zijn land. |
| 1962 | John Steinbeck (1902-1968)                               | Verenigde Staten                       | Engels           | Voor zijn realistische en creatieve schrijven, dat sympathieke humor en scherpe sociale waarneming combineert. |
| 1963 | George Seferis (1900-1971)                               | Griekenland                            | Grieks           | Voor zijn eminente lyrische schrijven, geïnspireerd door een sterke affiniteit met de Hellenistische cultuurwereld. |
| 1964 | Jean-Paul Sartre (1905-1980) (weigerde de prijs)         | Frankrijk                              | Frans            | Voor zijn werk dat, rijk aan ideeën en gevuld met de bezieling voor vrijheid en de zoektocht naar de waarheid, een verreikende invloed heeft uitgeoefend op onze tijd. |
| 1965 | Michail Sjolochov (1905-1984)                            | Sovjet-Unie                            | Russisch         | Voor de artistieke kracht en de integriteit waarmee hij, in zijn epos van de Don, uitdrukking heeft gegeven aan een historische fase in het leven van het Russische volk. |
| 1966 | Sjmoeël Joseef Agnon (1888-1970)                         | Israël                                 | Hebreeuws        | Voor zijn diepgravende karakteristieke verhalende kunst met motieven uit het leven van het Joodse volk. |
| 1966 | Nelly Sachs (1891-1970)                                  | Duitsland                              | Duits            | Voor haar excellente lyrische en dramatische schrijven, dat het lot van Israël met aangrijpende kracht interpreteert. |
| 1967 | Miguel Ángel Asturias (1899-1974)                        | Guatemala                              | Spaans           | Voor zijn levendige literaire prestatie, diepgeworteld in de nationale karakteristieken en tradities van de Indiaanse volkeren van Latijns-Amerika. |
| 1968 | Yasunari Kawabata (1899-1972)                            | Japan                                  | Japans           | Voor zijn vertelkunst, die met grote gevoeligheid het wezen van de Japanse geest uitdrukt. |
| 1969 | Samuel Beckett (1906-1989)                               | Ierland                                | Frans, Engels    | Voor zijn schrijven, dat - in nieuwe vormen voor roman en theater - in de armoede van de moderne mens zijn ware hoogte bereikt. |
| 1970 | Aleksandr Solzjenitsyn (1918-2008)                       | Sovjet-Unie                            | Russisch         | Voor de ethische kracht waarmee hij de onmisbare tradities van de Russische literatuur nastreefde. |
| 1971 | Pablo Neruda (1904-1973)                                 | Chili                                  | Spaans           | Voor een poëzie die met de energie van een natuurkracht het lot en de dromen van een continent tot leven brengt. |
| 1972 | Heinrich Böll (1917-1985)                                | Duitsland                              | Duits            | Voor zijn schrijven dat door zijn combinatie van een breed perspectief op zijn tijd en een fijnzinnige vaardigheid in karakterisering heeft bijgedragen aan de vernieuwing van de Duitse literatuur. |
| 1973 | Patrick White (1912-1990)                                | Australië                              | Engels           | Voor een episch en psychologisch verhalende kunst die een nieuw continent geïntroduceerd heeft in de literatuur. |
| 1974 | Eyvind Johnson (1900-1976)                               | Zweden                                 | Zweeds           | Voor een verhalende kunst, scherpzichtig in landen en tijden, in dienst van de vrijheid. |
| 1974 | Harry Martinson (1904-1978)                              | Zweden                                 | Zweeds           | Voor vertellingen die de dauwdruppel vatten en de kosmos weerspiegelen. |
| 1975 | Eugenio Montale (1896-1981)                              | Italië                                 | Italiaans        | Voor zijn onderscheidende poëzie welke, met grote artistieke gevoeligheid, menselijke waarden heeft geïnterpreteerd bij een toekomstbeeld op het leven zonder illusies. |
| 1976 | Saul Bellow (1915-2005)                                  | Verenigde Staten                       | Engels           | Voor het menselijk begrip en de subtiele analyse van contemporaine cultuur die in zijn werk worden gecombineerd. |
| 1977 | Vicente Aleixandre (1898-1984)                           | Spanje                                 | Spaans           | Voor een creatief poëtisch schrijven dat de menselijke conditie in de kosmos en de hedendaagse maatschappij belicht, tegelijkertijd de grote vernieuwing van de tradities in de Spaanse poëzie tussen de oorlogen vertegenwoordigend. |
| 1978 | Isaac Bashevis Singer (1904-1991)                        | Polen                                  | Jiddisch         | Voor zijn gepassioneerde verhalende kunst die, met wortels in de Pools-Joodse culturele traditie, universele menselijke condities tot leven brengt. |
| 1979 | Odýsseas Elýtis (1911-1996)                              | Griekenland                            | Grieks           | Voor zijn poëzie, welke, tegen de achtergrond van de Griekse traditie, met wellustige kracht en intellectuele helderheid de strijd van de moderne man voor vrijheid en creativiteit uiteenzet. |
| 1980 | Czesław Miłosz (1911-2004)                               | Polen                                  | Pools            | Die met compromisloos inzicht de menselijke conditie in een wereld van sterke conflicten vertolkt. |
| 1981 | Elias Canetti (1905-1994)                                | Bulgarije Verenigd Koninkrijk          | Duits            | Voor werken die gekenmerkt zijn door ruimdenkendheid, vindingrijkheid en artistieke kracht. |
| 1982 | Gabriel García Márquez (1927-2014)                       | Colombia                               | Spaans           | Voor zijn romans en korte verhalen, waarin het fantastische en het realistische zijn gecombineerd in een uitgebreid gecomponeerde verbeeldingswereld, welke het leven en de conflicten van een continent weerspiegelt. |
| 1983 | William Golding (1911-1993)                              | Verenigd Koninkrijk                    | Engels           | Voor zijn romans die, met de luciditeit van realistisch verhalende kunst en de diversiteit en universaliteit van mythen, de menselijke conditie in de hedendaagse wereld verlichten. |
| 1984 | Jaroslav Seifert (1901-1986)                             | Tsjechië                               | Tsjechisch       | Voor zijn poëzie die begiftigd met frisheid en vindingrijkheid een verlossend beeld van de ontembare geest en veelzijdigheid van de mens verschaft. |
| 1985 | Claude Simon (1913-2005)                                 | Frankrijk                              | Frans            | Wie in zijn roman de creativiteit van poëet en schilder combineert met een dieper besef van tijd in het afbeelden van de menselijke conditie. |
| 1986 | Wole Soyinka (1934)                                      | Nigeria                                | Engels           | In een breed cultureel perspectief en met poëtische boventoon het drama van het bestaan gestalte geeft. |
| 1987 | Joseph Brodsky (1940-1996)                               | Sovjet-Unie                            | Russisch, Engels | Voor een alles omarmend auteurschap, geïmpregneerd met een helderheid van denken en poëtische intensiteit. |
| 1988 | Nagieb Mahfoez (1911-2006)                               | Egypte                                 | Arabisch         | Die door geschakeerde werken - soms scherpzinnig realistisch, soms suggestief ambigu - een Arabische romankunst van algemeen menselijke waarde heeft gevormd. |
| 1989 | Camilo José Cela (1916-2002)                             | Spanje                                 | Spaans           | Voor rijk en intensief proza, dat met ingehouden compassie een uitdagende visie op de kwetsbaarheid van de mens vormt. |
| 1990 | Octavio Paz (1914-1998)                                  | Mexico                                 | Spaans           | Voor gepassioneerd schrijven met een brede horizon, gekenmerkt door een weelderige intelligentie en humanistische integriteit. |
| 1991 | Nadine Gordimer (1923-2014)                              | Zuid-Afrika                            | Engels           | Die door haar magnifieke episch schrijven - in de woorden van Alfred Nobel - van zeer grote waarde is geweest voor de mensheid. |
| 1992 | Derek Walcott (1930-2017)                                | Saint Lucia                            | Engels           | Voor een poëtisch oeuvre met grote helderheid, gedragen door een historische visie die uit een multicultureel engagement is voortgekomen. |
| 1993 | Toni Morrison (1931-2019)                                | Verenigde Staten                       | Engels           | Die in romans gekarakteriseerd door visionaire kracht en poëtische inbreng een wezenlijke kant van de Amerikaanse werkelijkheid tot leven brengt. |
| 1994 | Kenzaburo Oë (1935-2023)                                 | Japan                                  | Japans           | Die met poëtische kracht een fantasiewereld schept waarin leven en mythe verdicht worden tot een schokkend beeld van de huidige menselijke situatie. |
| 1995 | Seamus Heaney (1939-2013)                                | Ierland                                | Engels           | Voor werken van lyrische schoonheid en ethische diepte, die alledaagse wonderen en het levende verleden tot uitdrukking brengen. |
| 1996 | Wisława Szymborska (1923-2012)                           | Polen                                  | Pools            | Voor poëzie die met ironische precisie de historische en biologische context aan het licht laat komen in fragmenten van de menselijke werkelijkheid. |
| 1997 | Dario Fo (1926-2016)                                     | Italië                                 | Italiaans        | Die in navolging van middeleeuwse hofnarren de macht geselt en de waardigheid van de onderdrukten hoog houdt. |
| 1998 | José Saramago (1922-2010)                                | Portugal                               | Portugees        | Die met parabelen gedragen door verbeelding, compassie en ironie steeds weer de vluchtige werkelijkheid tastbaar maakt. |
| 1999 | Günter Grass (1927-2015)                                 | Duitsland                              | Duits            | Wiens dartele zwarte fabels het vergeten gezicht van de geschiedenis portretteren. |
| 2000 | Gao Xingjian (1940)                                      | China                                  | Chinees          | Voor een oeuvre van universele validiteit, bittere inzichten en taalkundige vindingrijkheid, dat nieuwe paden voor de Chinese roman en het Chinese toneel heeft geopend. |
| 2001 | V.S. Naipaul (1932-2018)                                 | Trinidad en Tobago Verenigd Koninkrijk | Engels           | Voor het verenigen van scherpzinnige vertelling en onkreukbare waarneming in werken die ons de aanwezigheid van de verdrongen geschiedenis dwingen in te zien. |
| 2002 | Imre Kertész (1929-2016)                                 | Hongarije                              | Hongaars         | Voor zijn werk dat de broze ervaring van het individu hooghoudt tegen de barbaarse willekeur van de geschiedenis. |
| 2003 | J.M. Coetzee (1940)                                      | Zuid-Afrika Australië                  | Engels           | Die in ontelbare vermommingen gestalte geeft aan de overrompelende betrokkenheid van het outsiderschap. |
| 2004 | Elfriede Jelinek (1946)                                  | Oostenrijk                             | Duits            | Voor haar muzikale stroom van stemmen en tegenstemmen in haar romans en toneelstukken die met een buitengewoon taalkundige geestdrift de absurditeit en onderwerpende kracht van de maatschappelijke clichés blootleggen. |
| 2005 | Harold Pinter (1930-2008)                                | Verenigd Koninkrijk                    | Engels           | Die in zijn toneelstukken de afgrond onder het alledaagse gezwets blootlegt en die de gesloten deur waarachter onderdrukking heerst loswrikt. |
| 2006 | Orhan Pamuk (1952)                                       | Turkije                                | Turks            | Die in zijn zoektocht naar de melancholieke ziel van zijn geboortestad nieuwe symbolen voor de botsing en verstrengeling van culturen heeft ontdekt. |
| 2007 | Doris Lessing (1919-2013)                                | Verenigd Koninkrijk                    | Engels           | Die heldendichteres van de vrouwelijke ervaring, die met scepsis, vuur en visionaire kracht een verdeelde beschaving heeft bestudeerd. |
| 2008 | J.M.G. Le Clézio (1940)                                  | Frankrijk                              | Frans            | Auteur van nieuwe vertrekpunten, poëtische avonturen en sensuele extase, ontdekker van een humaniteit buiten en onder de heersende beschaving. |
| 2009 | Herta Müller (1953)                                      | Roemenië                               | Duits            | Die met poëtische verdichting en prozaïsche zakelijkheid het landschap van de ontheemden optekent. |
| 2010 | Mario Vargas Llosa (1936-2025)                           | Peru                                   | Spaans           | Voor het in kaart brengen van machtsstructuren en voor zijn scherpzinnige beelden van het verzet, de revolte en de nederlaag van het individu. |
| 2011 | Tomas Tranströmer (1931-2015)                            | Zweden                                 | Zweeds           | Omdat hij met zijn verdichtende, doorschijnende beelden ons een nieuwe toegang geeft tot de werkelijkheid. |
| 2012 | Mo Yan (1955)                                            | China                                  | Chinees          | Die met zinsbegoochelend realisme in zijn volksverhalen verleden en heden doet versmelten. |
| 2013 | Alice Munro (1931-2024)                                  | Canada                                 | Engels           | Meester van het hedendaagse korte verhaal. |
| 2014 | Patrick Modiano (1945)                                   | Frankrijk                              | Frans            | Voor de herinneringskunst waarmee hij de meest ongrijpbare menselijke lotsbestemmingen heeft weten op te roepen. |
| 2015 | Svetlana Aleksijevitsj (1948)                            | Wit-Rusland                            | Russisch         | Voor haar veelstemmige werk, een monument voor lijden en moed in onze tijd. |
| 2016 | Bob Dylan (1941)                                         | Verenigde Staten                       | Engels           | Voor het scheppen van nieuwe poëtische uitdrukkingsvormen in de grote Amerikaanse liedtraditie. |
| 2017 | Kazuo Ishiguro (1954)                                    | Japan Verenigd Koninkrijk              | Engels           | Die, in romans met een sterke emotionele kracht, de afgrond onder ons denkbeeldig gevoel van verbondenheid met de wereld heeft blootgelegd. |
| 2018 | Olga Tokarczuk (1962)                                    | Polen                                  | Pools            | Voor een vertelkunst die met encyclopedische passie grensoverschrijding als levensvorm vormgeeft. (Toegekend in 2019.) |
| 2019 | Peter Handke (1942)                                      | Oostenrijk                             | Duits            | Voor een invloedrijk schrijverschap dat met grote taalkunst de periferie en de concrete menselijke ervaring heeft onderzocht. |
| 2020 | Louise Glück (1943-2023)                                 | Verenigde Staten                       | Engels           | Voor haar onmiskenbare poëtische stem, die met sobere schoonheid het individuele bestaan universeel maakt. |
| 2021 | Abdulrazak Gurnah (1948)                                 | Tanzania                               | Engels           | Voor zijn compromisloze en medelevende inleving in de effecten van het kolonialisme en het lot van de vluchteling in de kloof tussen culturen en continenten. |
| 2022 | Annie Ernaux (1940)                                      | Frankrijk                              | Frans            | Voor de moed en de klinische scherpte waarmee ze de wortels, vervreemdingen en collectieve beperkingen van de persoonlijke herinnering blootlegt. |
| 2023 | Jon Fosse (1959)                                         | Noorwegen                              | Noors            | Voor zijn innovatieve toneelstukken en proza die een stem geven aan het onzegbare. |
| 2024 | Han Kang (1970)                                          | Zuid-Korea                             | Zuid-Koreaans    | Voor haar intense poëtische proza dat historische trauma's confronteert en de kwetsbaarheid van het menselijk leven blootlegt. |